# Sljezolika
Sljezolika (osljez, hibiskus, lat. Hibiscus), veliki biljni rod s oko 420 vrsta jednogodišnjeg raslinja, trajnica, polugrmova, grmova i drveća iz porodice sljezovki.

## Opis
Hibiskus, je rod brojnih vrsta bilja, grmlja i drveća iz obitelji sljezova (Malvaceae) koje su porijeklom iz toplih umjerenih i tropskih regija. Nekoliko ih se uzgaja kao ukrasno bilje zbog svojih raskošnih cvjetova, a neke su korisne kao biljke koje daju vlakna.
Fizički opis
Listovi su često režnjeviti i mogu biti glatki ili prekriveni trihomima (biljne dlake). Cvjetovi mogu biti pojedinačni ili u grozdovima, a cvjetovi mnogih vrsta traju samo jedan dan. Posebno je čest epikaliks (vrh listolikih brakteja koji okružuju čašne listove), a prašnici su obično srasli u cjevčicu. Za pripadnike roda karakteristična je bodljikava pelud, a plodovi su im kapsule.
Glavne vrste
Tropski “kineski hibiskus” ili “kineska ruža” (H. rosa-sinensis), koji može doseći visinu od 4,5 metara (15 stopa), rijetko premašuje 2 metra (6,5 stopa) u uzgoju. Uzgaja se zbog velikih, pomalo zvonolikih cvjetova. Kultivirane sorte imaju crvene, bijele, žute ili narančaste cvjetove. “Istočnoafrički hibiskus” (H. schizopetalus), viseći grm s dubokim crvenim laticama, često se uzgaja u visećim košarama u zatvorenom prostoru.
Ostali članovi roda Hibiscus uključuju vlaknaste biljke mahoe (H. tiliaceus), kenaf (H. cannabinus) i “rozelu” (H. sabdariffa), “šaronsku ružu” (H. syriacus) i mnoge cvjetnice poznate pod zajedničkim imenom sljez.

## Vrste
1. Hibiscus acapulcensis Fryxell
2. Hibiscus acetosella Welw. ex Hiern
3. Hibiscus acicularis Standl.
4. Hibiscus aculeatus Walter
5. Hibiscus adscensionis Fryxell & Krapov.
6. Hibiscus aethiopicus L.
7. Hibiscus ahlensis Ulbr.
8. Hibiscus allenii Sprague & Hutch.
9. Hibiscus altissimus Hornby
10. Hibiscus amambayensis Krapov. & Fryxell
11. Hibiscus amazonicus Fryxell
12. Hibiscus ambovombensis Hochr.
13. Hibiscus andersonii Krapov. & Fryxell
14. Hibiscus andongensis Hiern
15. Hibiscus aneuthe Craven, F.D.Wilson & Fryxell
16. Hibiscus angolensis Exell
17. Hibiscus ankaramyensis Hochr.
18. Hibiscus antanossarum Baill.
19. Hibiscus aphelus Craven, F.D.Wilson & Fryxell
20. Hibiscus apodus Juswara & Craven
21. Hibiscus aponeurus Sprague & Hutch.
22. Hibiscus archboldianus Borss.Waalk.
23. Hibiscus arenicola A.S.Mitch.
24. Hibiscus argutus Baker
25. Hibiscus aridicola J.Anthony
26. Hibiscus aridus R.A.Dyer
27. Hibiscus arnhemensis F.D.Wilson
28. Hibiscus arnottianus A.Gray
29. Hibiscus articulatus Hochst. ex A.Rich.
30. Hibiscus aruensis Borss.Waalk.
31. Hibiscus australensis Fosberg
32. Hibiscus austrinus Juswara & Craven
33. Hibiscus austroyunnanensis C.Y.Wu & K.M.Feng
34. Hibiscus bacalusius Craven, F.D.Wilson & Fryxell
35. Hibiscus barbosae Exell
36. Hibiscus benensis Fryxell & Krapov.
37. Hibiscus benguellensis Exell & Mendonça
38. Hibiscus bequaertii De Wild.
39. Hibiscus berberidifolius A.Rich.
40. Hibiscus bernieri Baill.
41. Hibiscus bicalyculatus Merr.
42. Hibiscus bifurcatus Cav.
43. Hibiscus biseptus S.Watson
44. Hibiscus bojerianus Baill.
45. Hibiscus boranensis Cufod.
46. Hibiscus borealis Hochr.
47. Hibiscus borneensis Airy Shaw
48. Hibiscus boryanus DC.
49. Hibiscus bowersiae (Fryxell) Craven
50. Hibiscus brachychlaenus F.Muell.
51. Hibiscus brachysiphonius F.Muell.
52. Hibiscus brackenridgei A.Gray
53. Hibiscus brennanii Craven & Fryxell
54. Hibiscus bricchettii Gürke ex Ulbr.
55. Hibiscus burtt-davyi Dunkley
56. Hibiscus byrnesii F.D.Wilson
57. Hibiscus cabralensis Krapov.
58. Hibiscus caerulescens Baill.
59. Hibiscus caesius Garcke
60. Hibiscus calcicola Juswara & Craven
61. Hibiscus calodendron Ulbr.
62. Hibiscus calyphyllus Cav.
63. Hibiscus cameronii Knowles & Westc.
64. Hibiscus campanulatus A.J.Perkins
65. Hibiscus cannabinus L.
66. Hibiscus castroi Baker f. & Exell
67. Hibiscus celebicus Koord.
68. Hibiscus ceratophorus Thulin
69. Hibiscus cerradoensis M.Y.Menzel, Fryxell & F.D.Wilson
70. Hibiscus chancoae Krapov. & Fryxell
71. Hibiscus chapadensis Krapov. & Fryxell
72. Hibiscus chrysochaetus Ulbr.
73. Hibiscus citrinus Fryxell
74. Hibiscus clayii O.Deg. & I.Deg.
75. Hibiscus clypeatus L.
76. Hibiscus coatesii F.Muell.
77. Hibiscus coccineus Walter
78. Hibiscus cochlearifer Borss.Waalk.
79. Hibiscus coddii Exell
80. Hibiscus colimensis Fryxell
81. Hibiscus columnaris Cav.
82. Hibiscus commixtus Fryxell & Krapov.
83. Hibiscus comoensis A.Chev. ex Hutch. & Dalziel
84. Hibiscus comorensis Baill.
85. Hibiscus conceptionis Fryxell & Krapov.
86. Hibiscus congestiflorus Hochr.
87. Hibiscus conradsii Ulbr.
88. Hibiscus contortus Phuph. & S.Gardner
89. Hibiscus convolvulaceus Hassk.
90. Hibiscus cooperi Meehan
91. Hibiscus cordifolius Mill.
92. Hibiscus corditectus Hochr.
93. Hibiscus × corrugatus J.W.Moore
94. Hibiscus corymbosus Hochst. ex A.Rich.
95. Hibiscus costatus A.Rich.
96. Hibiscus coulteri Harv. ex A.Gray
97. Hibiscus crassinervius Hochst. ex A.Rich.
98. Hibiscus cuanzensis Exell & Mendonça
99. Hibiscus cucurbitaceus A.St.-Hil.
100. Hibiscus dalbertisii F.Muell.
101. Hibiscus dasycalyx S.F.Blake & Shiller
102. Hibiscus debeerstii De Wild. & T.Durand
103. Hibiscus decaspermus Koord. & Valeton
104. Hibiscus deflersii Schweinf. ex Cufod.
105. Hibiscus denudatus Benth.
106. Hibiscus dimidiatus Schrank
107. Hibiscus dinteri Hochr.
108. Hibiscus dioscorides A.G.Mill.
109. Hibiscus diriffan A.G.Mill.
110. Hibiscus discolorifolius Hochr.
111. Hibiscus discophorus Hochr.
112. Hibiscus divaricatus Graham
113. Hibiscus diversifolius Jacq.
114. Hibiscus dongolensis Caill. ex Delile
115. Hibiscus donianus D.Dietr.
116. Hibiscus drummondii Turcz.
117. Hibiscus elatus Sw.
118. Hibiscus elegans Standl.
119. Hibiscus elliottiae Harv.
120. Hibiscus ellipticifolius Borss.Waalk.
121. Hibiscus ellisii Baker
122. Hibiscus elongatifolius Hochr.
123. Hibiscus engleri K.Schum.
124. Hibiscus eriospermus Hochst. ex Cufod.
125. Hibiscus erlangeri (Gürke) Thulin
126. Hibiscus erodiifolius Hochr. & Humbert
127. Hibiscus escobariae Fryxell
128. Hibiscus exellii Baker f.
129. Hibiscus fallax Craven, F.D.Wilson & Fryxell
130. Hibiscus fanambanensis M.Pignal & Phillipson
131. Hibiscus faulknerae Vollesen
132. Hibiscus ferreirae Fryxell & Krapov.
133. Hibiscus ferrugineus Cav.
134. Hibiscus ficalhoanus Exell & Mendonça
135. Hibiscus fijiensis F.D.Wilson
136. Hibiscus fischeri Ulbr.
137. Hibiscus flagelliformis A.St.-Hil.
138. Hibiscus flavifolius Ulbr.
139. Hibiscus flavoroseus Baker f.
140. Hibiscus fleckii Gürke
141. Hibiscus floccosus Mast.
142. Hibiscus fluminis-aprili Ulbr.
143. Hibiscus fluvialis Juswara & Craven
144. Hibiscus forsteri F.D.Wilson
145. Hibiscus fragilis DC.
146. Hibiscus fragrans Roxb.
147. Hibiscus fritzscheae Exell & Mendonça
148. Hibiscus fryxellii Mabb.
149. Hibiscus fugosioides Hiern
150. Hibiscus furcellatus Desr.
151. Hibiscus fuscus Garcke
152. Hibiscus gagnepainii Borss.Waalk.
153. Hibiscus garambensis Hauman
154. Hibiscus genevii Bojer ex Hook.
155. Hibiscus geranioides A.Cunn. ex Benth.
156. Hibiscus gilletii De Wild.
157. Hibiscus glaber Matsum. ex Nakai
158. Hibiscus goldsworthii F.Muell.
159. Hibiscus goossensii (Hauman) F.D.Wilson
160. Hibiscus gossweileri Sprague
161. Hibiscus gourmania Hutch. & Dalziel
162. Hibiscus grandidieri Baill.
163. Hibiscus grandiflorus Michx.
164. Hibiscus grandistipulatus (Hochr.) Hochr.
165. Hibiscus greenwayi Baker f.
166. Hibiscus gregoryi Krapov. & Fryxell
167. Hibiscus grewioides Baker f.
168. Hibiscus guerkeanus Hochr.
169. Hibiscus gwandensis Exell
170. Hibiscus hamabo Siebold & Zucc.
171. Hibiscus hasslerianus Hochr.
172. Hibiscus haynaldii F.Muell.
173. Hibiscus henningsianus Gürke
174. Hibiscus heterophyllus Vent.
175. Hibiscus hilarianus Krapov. & Fryxell
176. Hibiscus hildebrandtii Sprague & Hutch.
177. Hibiscus hirtus L.
178. Hibiscus hispidissimus Griff.
179. Hibiscus hochreutineri Krapov. & Fryxell
180. Hibiscus hochstetteri Cufod.
181. Hibiscus hockii De Wild.
182. Hibiscus holstii Mwachala
183. Hibiscus homblei De Wild.
184. Hibiscus hoshiarpurensis T.K.Paul & M.P.Nayar
185. Hibiscus huillensis Hiern
186. Hibiscus hundtii Exell & Mendonça
187. Hibiscus indicus (Burm.f.) Hochr.
188. Hibiscus inimicus Craven, F.D.Wilson & Fryxell
189. Hibiscus insularis Endl.
190. Hibiscus isalensis Hochr. & Humbert
191. Hibiscus itirapinensis Krapov. & Fryxell
192. Hibiscus jacksonianus Exell
193. Hibiscus jaliscensis Fryxell
194. Hibiscus kabuyeanus Mwachala
195. Hibiscus keilii Ulbr.
196. Hibiscus kenneallyi Craven, F.D.Wilson & Fryxell
197. Hibiscus kirkii Mast.
198. Hibiscus kirstyae Craven
199. Hibiscus kitaibelifolius A.St.-Hil.
200. Hibiscus kochii Fryxell
201. Hibiscus kokio Hillebr. ex Wawra
202. Hibiscus krichauffianus F.Muell.
203. Hibiscus labordei H.Lév.
204. Hibiscus laevis All.
205. Hibiscus lamalama Callm., Buerki & Koopman
206. Hibiscus lasiococcus Baill.
207. Hibiscus lavateroides Moric. ex Ser.
208. Hibiscus laxiflorus A.St.-Hil.
209. Hibiscus ledermannii Ulbr.
210. Hibiscus leeuwenii Borss.Waalk.
211. Hibiscus leptocladus Benth.
212. Hibiscus leviseminus M.G.Gilbert, Y.Tang & Dorr
213. Hibiscus liliastrum Hochr.
214. Hibiscus liliazanza Hochr.
215. Hibiscus liliiflorus Cav.
216. Hibiscus loandensis Hiern
217. Hibiscus lobatus (Murray) Kuntze
218. Hibiscus lonchosepalus Hochr.
219. Hibiscus longifilus Fryxell
220. Hibiscus longisepalus Hochr.
221. Hibiscus ludwigii Eckl. & Zeyh.
222. Hibiscus lunariifolius Willd.
223. Hibiscus macilwraithensis (Fryxell) Craven & B.E.Pfeil
224. Hibiscus macranthus Hochst. ex A.Rich.
225. Hibiscus macrogonus Baill.
226. Hibiscus macrophyllus Roxb. ex Hornem.
227. Hibiscus macropodus Wagner & Vierh.
228. Hibiscus maculatus Lam.
229. Hibiscus makinoi Jôtani & H.Ohba
230. Hibiscus malacophyllus Balf.f.
231. Hibiscus malacospermus (Turcz.) E.Mey. ex Harv.
232. Hibiscus mandrarensis Humbert ex Hochr.
233. Hibiscus mangindranensis Hochr.
234. Hibiscus manuripiensis Krapov.
235. Hibiscus marenitensis Craven, F.D.Wilson & Fryxell
236. Hibiscus mariae Krapov.
237. Hibiscus marlothianus K.Schum.
238. Hibiscus martianus Zucc.
239. Hibiscus masasianus Mwachala
240. Hibiscus mastersianus Hiern
241. Hibiscus matogrossensis Krapov. & Fryxell
242. Hibiscus mechowii Garcke
243. Hibiscus megistanthus Hochr.
244. Hibiscus menzelii F.D.Wilson & Byrnes
245. Hibiscus meraukensis Hochr.
246. Hibiscus merxmuelleri Roessler
247. Hibiscus meyeri Harv.
248. Hibiscus meyeri-johannis Ulbr.
249. Hibiscus micranthus L.f.
250. Hibiscus microcarpus Garcke
251. Hibiscus minkebeensis Burg
252. Hibiscus minutibracteolus F.D.Wilson
253. Hibiscus mongallaensis Baker f.
254. Hibiscus moscheutos L.
255. Hibiscus moxicoensis Baker f.
256. Hibiscus muhamedis Webb
257. Hibiscus multiformis A.St.-Hil.
258. Hibiscus multilobatus Juswara & Craven
259. Hibiscus mutabilis L.
260. Hibiscus mutatus N.E.Br.
261. Hibiscus naegelei Ulbr.
262. Hibiscus nanuzae Krapov. & Fryxell
263. Hibiscus nelsonii Rose & Standl.
264. Hibiscus ngokbanakii Burg
265. Hibiscus nigricaulis Baker f.
266. Hibiscus noldeae Baker f.
267. Hibiscus noli-tangere A.G.Mill.
268. Hibiscus normanii F.Muell.
269. Hibiscus obtusilobus Garcke
270. Hibiscus okavangensis Exell
271. Hibiscus orbicularis Baill.
272. Hibiscus ottoi Exell
273. Hibiscus ovalifolius (Forssk.) Vahl
274. Hibiscus owariensis P.Beauv.
275. Hibiscus oxalidiflorus Bojer ex Baker
276. Hibiscus pachycarpus Exell & Mendonça
277. Hibiscus pacificus Nakai ex Jôtani & H.Ohba
278. Hibiscus palmatifidus Baker
279. Hibiscus palmatus Forssk.
280. Hibiscus paludicola Fryxell & Krapov.
281. Hibiscus panduriformis Burm.f.
282. Hibiscus paolii Mattei
283. Hibiscus papuanus K.Schum. & Lauterb.
284. Hibiscus paramutabilis L.H.Bailey
285. Hibiscus parkinsonii C.E.C.Fisch.
286. Hibiscus partitus (Hochr.) F.D.Wilson
287. Hibiscus paulae Krapov.
288. Hibiscus pedunculatus L.f.
289. Hibiscus peralbus Fryxell
290. Hibiscus peripteroides Fryxell
291. Hibiscus perrieri Hochr.
292. Hibiscus peruvianus R.E.Fr.
293. Hibiscus peterianus Gürke
294. Hibiscus petherickii Craven, F.D.Wilson & Fryxell
295. Hibiscus phoeniceus Jacq.
296. Hibiscus physaloides Guill. & Perr.
297. Hibiscus platanifolius (Willd.) Sweet
298. Hibiscus platycalyx Mast.
299. Hibiscus pleijtei Borss.Waalk.
300. Hibiscus poeppigii (Spreng.) Garcke
301. Hibiscus pohlii Gürke
302. Hibiscus poilanei Gagnep.
303. Hibiscus ponticus Rupr.
304. Hibiscus praeteritus R.A.Dyer
305. Hibiscus propulsator Craven & B.E.Pfeil
306. Hibiscus prunifolius F.Dietr.
307. Hibiscus pruriosus Exell & Mendonça
308. Hibiscus pseudohirtus Hochr.
309. Hibiscus pseudotiliaceus Borss.Waalk.
310. Hibiscus pterocarpoides Hochr.
311. Hibiscus pulvinulifer Borss.Waalk.
312. Hibiscus purpureus Forssk.
313. Hibiscus purpusii Brandegee
314. Hibiscus pusillus Thunb.
315. Hibiscus quattenensis A.G.Mill. & Thulin
316. Hibiscus radiatus Cav.
317. Hibiscus rectiflorus Rusby
318. Hibiscus reekmansii F.D.Wilson
319. Hibiscus reflexus Craven, F.D.Wilson & Fryxell
320. Hibiscus rhabdotospermus Garcke
321. Hibiscus rhodanthus Gürke
322. Hibiscus rhomboideus Rusby
323. Hibiscus ribifolius A.Gray
324. Hibiscus riceae Craven, F.D.Wilson & Fryxell
325. Hibiscus richardsiae Exell
326. Hibiscus rosa-sinensis L.
327. Hibiscus rostellatus Guill. & Perr.
328. Hibiscus rubriflorus Baker f.
329. Hibiscus rupicola Exell
330. Hibiscus rutenbergii Garcke
331. Hibiscus sabdariffa L.
332. Hibiscus × sabei Weckesser
333. Hibiscus sabiensis Exell
334. Hibiscus saddii Krapov. & Fryxell
335. Hibiscus sakamaliensis Hochr.
336. Hibiscus sankowskyorum Craven
337. Hibiscus saponarius Craven
338. Hibiscus saxatilis J.M.Wood & Evans
339. Hibiscus saxicola Ulbr.
340. Hibiscus scandens Roxb. ex G.Don
341. Hibiscus schinzii Gürke
342. Hibiscus schizopetalus (Mast.) Hook.f.
343. Hibiscus schlechteri Lauterb.
344. Hibiscus schweinfurthii Gürke
345. Hibiscus sciadiolepidus (Hochr.) Borss.Waalk.
346. Hibiscus scindicus Stocks
347. Hibiscus scotellii Baker f.
348. Hibiscus scottii Balf.f.
349. Hibiscus sebastianii Fuertes
350. Hibiscus seineri Ulbr.
351. Hibiscus selesiensis Baker f.
352. Hibiscus sepikensis Borss.Waalk.
353. Hibiscus setulosus F.Muell.
354. Hibiscus shirensis Sprague & Hutch.
355. Hibiscus sidiformis Baill.
356. Hibiscus similis Blume
357. Hibiscus sineaculeatus F.D.Wilson
358. Hibiscus sinosyriacus L.H.Bailey
359. Hibiscus skeneae Hochr.
360. Hibiscus socotranus G.Ll.Lucas
361. Hibiscus solanifolius F.Muell.
362. Hibiscus somalensis Franch.
363. Hibiscus sororius L.
364. Hibiscus sparseaculeatus Baker f.
365. Hibiscus spartioides Chiov.
366. Hibiscus spiralis Cav.
367. Hibiscus splendens C.Fraser ex Graham
368. Hibiscus splendidus Ulbr.
369. Hibiscus squamosus Hochr.
370. Hibiscus squarrulosus Craven, F.D.Wilson & Fryxell
371. Hibiscus sreenarayanianus Anil Kumar & Ravi
372. Hibiscus stenanthus Balf.f.
373. Hibiscus stenophyllus Baker
374. Hibiscus sterculiifolius (Guill. & Perr.) Steud.
375. Hibiscus stewartii Craven, F.D.Wilson & Fryxell
376. Hibiscus storckii Seem.
377. Hibiscus striatus Cav.
378. Hibiscus sturtii Hook.
379. Hibiscus subnudus Craib
380. Hibiscus subreniformis Burtt Davy
381. Hibiscus sudanensis Hochr.
382. Hibiscus sulfuranthus Ulbr.
383. Hibiscus sumbawanus Warb. & Ulbr.
384. Hibiscus superbus C.A.Gardner
385. Hibiscus surattensis L.
386. Hibiscus symonii F.D.Wilson & Byrnes
387. Hibiscus syriacus L.
388. Hibiscus taiwanensis S.Y.Hu
389. Hibiscus talbotii (Rakshit) T.K.Paul & M.P.Nayer
390. Hibiscus teijsmannii Borss.Waalk.
391. Hibiscus tenorii Fryxell
392. Hibiscus thegaleus Craven, F.D.Wilson & Fryxell
393. Hibiscus thespesianus Baill.
394. Hibiscus tiliaceus L.
395. Hibiscus tisserantii Baker f.
396. Hibiscus torrei Baker f.
397. Hibiscus townsvillensis Craven
398. Hibiscus tozerensis Craven & B.E.Pfeil
399. Hibiscus trichonychius Gagnep.
400. Hibiscus trilineatus A.St.-Hil. & Naudin
401. Hibiscus trilobus Aubl.
402. Hibiscus trionum L.
403. Hibiscus uncinellus Moc. & Sessé ex DC.
404. Hibiscus upingtoniae Gürke
405. Hibiscus urticifolius A.St.-Hil. & Naudin
406. Hibiscus varians Splitg. ex de Vriese
407. Hibiscus verbasciformis Klotzsch ex Hochr.
408. Hibiscus verdcourtii Craven
409. Hibiscus vitifolius L.
410. Hibiscus volkensii Gürke
411. Hibiscus waimeae A.Heller
412. Hibiscus waterbergensis Exell
413. Hibiscus watsonii W.W.Sm.
414. Hibiscus whytei Stapf
415. Hibiscus wilsonii Fryxell
416. Hibiscus windischii Krapov. & Fryxell
417. Hibiscus yunnanensis S.Y.Hu
418. Hibiscus zanzibaricus Exell
419. Hibiscus zonatus F.Muell.
420. Hibiscus zygomorphus Fryxell & S.D.Koch